# 石川県道250号能登部停車場線
石川県道250号能登部停車場線（いしかわけんどう250ごう のとべていしゃじょうせん）は、石川県鹿島郡中能登町鹿西地区内にある一般県道（石川県道）である。

## 概要
- 起点：石川県鹿島郡中能登町徳丸ロ39番1地先（＝JR七尾線能登部駅前）
- 終点：石川県鹿島郡中能登町能登部上テ12番1地先（＝能登部交差点、石川県道2号七尾羽咋線交点）

中能登町鹿西地区の中心部にある能登部駅と、同町内を縦貫する石川県道2号七尾羽咋線（通称・西往来、以下同じ）とを結ぶ。

## 現況
車道の幅員は、全区間1車線程度の4.0mで、区間内に待避所などのスペースが全く設置されていない、行き違いが困難な狭隘道路である。全区間、アスファルトで舗装され、また地下水を水源とする消雪パイプが設置されている。歩道は全く設置されていない。これは能登部駅に隣接する金丸駅前と西往来とを結ぶ石川県道240号金丸金丸停車場線と酷似している。
沿道には県道番号標識や管理者である石川県関係の標示物（デリニエーターなど）は全く設置されていない。当道路が県道であると現地で確認できるものとしては、能登部交差点の南約20mの石川県道242号久江鹿西線との分岐点に設置されている、県道番号である250号を標す都道府県道番号（一般都道府県道）の案内標識（118の2-B）が唯一のものである。それでも、縮尺の小さい道路地図や住宅地図、あるいは石川県発行の県道関係資料などで意識しない限りは、他の町道と見分けがつきにくい。

## 歴史
- 1982年（昭和57年）10月5日：路線認定。

## 接続道路
- 石川県道242号久江鹿西線（中能登町能登部上：終点）
- 石川県道2号七尾羽咋線（中能登町能登部上：終点）

## 通過する自治体
- 石川県
  - 鹿島郡中能登町

## バス路線
当県道を経由する路線は存在しない。能登部駅前にある能登部駅前バス停からは高浜行きの北鉄能登バス後山線や、中能登町コミュニティバス「まほろば号」や「かしま循環バス」（みおやコース）が運行されている。

## 周辺
- 眉丈山
- 雨の宮古墳群
- JR七尾線 能登部駅
- JA能登わかば 鹿西支店
- 石川県立鹿西高等学校
- 励志館
- 鹿西公民館
- 中能登町立鹿西中学校
- 鹿西武道館
- 中能登町立鹿西小学校
- カミムラ